# 6057 Роббія
6057 Роббія (6057 Robbia) — астероїд головного поясу, відкритий 16 жовтня 1977 року.
Тіссеранів параметр щодо Юпітера — 3,080.